# راغودات
الراغودات (الاسم العلمي: Rhagodidae) هي فصيلة من العنكبوتيات تتبع رتبة العناكب الجملية من طائفة العنكبوتيات.

## أجناس
- الراغودة
- الراغودوكة